# Братова
Братова (рум. Bratova) — село у повіті Караш-Северін в Румунії. Входить до складу комуни Тирнова.
Село розташоване на відстані 342 км на захід від Бухареста, 4 км на північний схід від Решиці, 72 км на південний схід від Тімішоари.

## Населення
За даними перепису населення 2002 року у селі проживали 47 осіб, усі — румуни. Усі жителі села рідною мовою назвали румунську.